# Saison 1974-1975 du Boucau stade
 (août 2010).
Cette page présente la saison 1974-1975 du Boucau Tarnos stade en championnat de France de rugby à XV de 1re division.

## Transfert
| Joueur | Poste | Destination |

| Joueur    | Poste                | Destination      |
| Salannes  | ailier               | Aviron bayonnais |
| Lescoutes | 2e ligne ou 3e ligne | US Tyrosse       |
| Nicolas   | 2e ligne             | ASPTT Paris      |

## La saison
- Poule : Union sportive dacquoise, Union sportive Quillan Haute vallée, Sporting union Agen Lot-et-Garonne, Stade toulousain, Castelsarrasin, Union sportive romanaise et péageoise et Sporting club tulliste.

| Adversaires                           | Résultats Domicile | Résultats Extérieur |
| Sporting union Agen Lot-et-Garonne    | Perdu 7 à 17       | Perdu 69 à 0        |
| Union sportive dacquoise              | Perdu 13 à 42      | Perdu 34 à 3        |
| CA Castelsarrasin                     | Gagné 14 à 6       | Perdu 21 à 0        |
| Sporting club tulliste                | Gagné 11 à 4       | Perdu 30 à 3        |
| Union sportive romanaise et péageoise | Gagné 7 à 3        | Perdu 22 à 0        |
| Union sportive Quillan Haute vallée   | Gagné 15 à 9       | Gagné 13 à 19       |
| Stade toulousain                      | Perdu 0 à 9        | Perdu 26 à 15       |

Le BS, orphelin de Michel Aïzpurua (opération du pied avec greffe de peau) va connaître une saison très irrégulière.
Remportant trois de ses quatre premiers matchs (les réceptions de Castelsarrasin (14 à 6), Romans (7 à 3) et Quillan (15 à 9) pour une large défaite à Tulle, dans un match très violent (30 à 3)), les Noirs enchainent par la suite 4 défaites d'affilée, d'abord à Toulouse (26 à 15) où pourtant ils mènent 4 à 6 à la mi-temps, ensuite lors de la réception de Dax où les Noirs sont surpassés par un adversaire supérieur (13 à 42), puis à Agen (69 à 0) où dès la fin de la 1re mi-temps "les jeux étaient faits" (43 à 0), enfin à Castelsarrasin (21 à 0) dans un match "d'une extrême violence" (d'après les journalistes de l'époque) où Joseph Alzuguren est expulsé pour un geste en réponse à l'agression sur Philippe Destribats qui sortira blessé.
Aussi de la 1re place (1re journée) les Forgerons tombent à la 6e lors de la 8e journée.
Par la suite, les Noirs dominent Tulle au stade de Piquessary (11 à 4) avec la 1re apparition du junior J-M Yanci en tête de mêlée.
Et malgré un déplacement infructueux à Romans (défaite 22 à 0), les Boucalais remportent un match capital à Quillan (rencontre disputée à Saint-Girons car le terrain des Audois est suspendu), 13 à 19, ce qui leur permet de se stabiliser à une 5e place qui les éloignent de la relégation.
Le maintien obtenu, les Noirs perdent leurs 3 derniers matchs sans que cela ait une incidence sur leur classement final (6e à la fin du championnat).
Des 3 défaites à domicile (Dax, Toulouse & Agen) celle contre les Toulousains laissera beaucoup de regrets chez les supporters boucalais, car le Toulouse des Rives, Skrela, Gabernet et Gérald Martinez" ne menait que 0 à 3 à quelques minutes de la fin.
Le BS s'était vu refusé un essai de Daragnès à 10 minutes de la fin et Henry Damestoy ne connait pas, ce jour-là, sa réussite habituelle au pied (une pénalité heurtant le poteau).
Toulouse porte le coup de grâce à la dernière minute par le centre Sentenac, après une charge de 10 mètres.
- À noter que Jean-Michel Yanci (Pilier) joue son premier match en équipe 1re  à 18 ans (il est encore junior) le 28 décembre 1974 en challenge Berden perdu contre Mont-de-Marsan 12 à 9. Il dispute son 1er match de championnat de France, avec le BS, le 5 janvier 1975, pour une victoire contre Tulle (11 à 4) à 18 ans et 7 mois.
- José Tiburce (2e ligne) joue son 1er match en équipe première à 18 ans et 10 mois (il est encore junior) le 27 octobre 1974 en challenge de l'Espérance gagné à Tyrosse 25 à 3. Il dispute son 1er match de championnat de France, avec le BS, le 5 janvier 1975, pour une victoire contre Tulle (11 à 4) à 19 ans.
- Jean-Luc Apaty (arrière) dispute son 1er match de championnat de France, avec le BS, le 22 décembre 1974, pour une défaite à Castelsarrasin (21 à 0) à 19 ans 1/2.
- Avec Gérard Novion et Philippe Destribats, ils sont 5 juniors à avoir joué en équipe 1re  cette saison-là.

## Meilleurs marqueurs de points et d'essais
| classement | Joueur                                                           | Points |
| 1          | Henry Damestoy                                                   | 56     |
| 2          | Daragnès                                                         | 8      |
| 3          | Gérard Valderrey                                                 | 7      |
| 4          | Foncillas, Salannes, Louis Damestoy, Escoubé, Nicolas et Jimenez | 3      |
| 10         | Philippe Destribats                                              | 2      |

| classement | Joueur                                                                      | Essais |
| 1          | Henry Damestoy                                                              | 3      |
| 2          | Daragnès                                                                    | 2      |
| 3          | Foncillas, Salannes, Louis Damestoy, Escoubé, Nicolas, Valderrey et Jimenez | 1      |

## Le challenge de l'Espérance
En Challenge de l'Espérance, le BS est éliminé en 1/2 finale par Aurillac à Bergerac : 33 à 12 (après avoir éliminé Saint-Girons en 1/4 de finale 21 à 12, à Auch).
| poste            | joueurs                                             |
| 1re ligne        | Haurieu, Daragnès, Joseph Alzuguren                 |
| 2e ligne         | Tiburce, Lescoutes (puis Novion)                    |
| 3e ligne         | Jimenez, Champres, Escoubé                          |
| demi de mêlée    | Camou                                               |
| demi d'ouverture | Valderrey                                           |
| 3/4              | J-M Destribats, Belascain, Petriacq, Hendy Damestoy |
| arrière          | Philippe Destribats                                 |

## Effectif
| Rang | Nom                  | Poste                   | parcours                          |
| 1    | Joseph Alsuguren     | pilier                  |                                   |
| 2    | René Alsuguren       | pilier                  | formé au club                     |
| 3    | Jean-Michel Yanci    | pilier                  | formé au club                     |
| 4    | Robert Haurieu       | pilier                  | formé au club                     |
| 5    | Arnaud Daragnès      | talonneur               | Tyrosse                           |
| 6    | Jean-Paul Salomon    | 2e ligne ou pilier      | formé au club                     |
| 7    | Alain Daramy         | 2e ligne                | formé au club                     |
| 8    | Raymond Nicolas      | 2e ligne                | formé au club, puis l'ASPTT Paris |
| 9    | José Tiburce         | 2e ligne                | formé au club                     |
| 10   | Marcel Lescoutes     | 2e ou 3e ligne          | Tyrosse                           |
| 11   | Monteil              | 2e ou 3e ligne          |                                   |
| 12   | Christian Jimenez    | 3e ligne aile           | formé au club                     |
| 13   | Jean-Jacques Escoubé | 3e ligne                | formé au club                     |
| 14   | Jean-Paul Champres   | 3e ligne centre         | Bayonne                           |
| 15   | Gilles Fanen         | 3e ligne                | formé au club                     |
| 16   | Gobin-Foys           | 3e ligne                | formé au club                     |
| 17   | Jean-Pierre Réal     | 3e ligne                |                                   |
| 18   | Lavigne              | demi de mêlée           |                                   |
| 19   | Bernard Marquebielle | demi de mêlée ou ailier |                                   |

| Rang | Nom                  | Poste                      | parcours      |
| 20   | Jean-Michel Camou    | demi de mêlée ou talonneur | formé au club |
| 21   | Michel Dacharry      | ouvreur                    | formé au club |
| 22   | Yves Pétriacq        | ouvreur ou centre          | formé au club |
| 23   | Gérard Valderrey     | ouvreur                    | formé au club |
| 24   | Louis Damestoy       | centre                     | formé au club |
| 25   | Christian Bélascain  | centre                     | formé au club |
| 26   | Salanne              | ailier                     | Bayonne       |
| 27   | Henry Damestoy       | ailier                     | formé au club |
| 28   | Jean-Marc Destribats | ailier                     | formé au club |
| 29   | Gonzalez             | ailier                     | formé au club |
| 30   | Dominique Comets     | ailier                     | formé au club |
| 31   | Philippe Destribats  | ailier ou arrière          | formé au club |
| 32   | José Foncillas       | arrière                    | formé au club |
| 33   | Jean-Luc Apaty       | arrière                    | formé au club |
| 34   | Gérard Novion        | 3e ligne                   | formé au club |
| 35   | Hiriart              | ailier                     |               |

## La Nationale B (équipe 2 du club)
La Nationale B perd en 16e de finale du championnat de France, à Argentat, 9 à 3 contre Dijon.

## Les Cadets
Les Cadets A remportent la Coupe Campagnolle.